# Anilios broomi
Espèce
Synonymes
- Typhlops broomi Boulenger, 1898
- Austrotyphlops broomi (Boulenger, 1898)
- Ramphotyphlops broomi (Boulenger, 1898)

Anilios broomi est une espèce de serpents de la famille des Typhlopidae. 

## Répartition
Cette espèce est endémique d'Australie. Elle se rencontre en Nouvelle-Galles du Sud, au Queensland, dans le Territoire du Nord et en Australie-Méridionale.

## Description
L'holotype mesure 125 mm.

## Étymologie
Cette espèce est nommée en l'honneur de Robert Broom.

## Publication originale
- Boulenger, 1898 : Description of two new snakes from Queensland. Annals and Magazine of Natural History, sér. 7, vol. 2, p. 414 (texte intégral).